# Хортицький колоністський округ
47°51′41″ пн. ш. 35°00′11″ сх. д. / 47.86139° пн. ш. 35.00306° сх. д.
Хортицький колоністський округ включав у себе німецькі колонії на правому березі Дніпра на захід від Запоріжжя. Заснований 1789 року. Входив до складу Катеринославського повіту Катеринославської губернії. Центром округу було село Верхня Хортиця. У 1871 році округ був ліквідований.
Територія Хортицького колоністського округу становила 32684 десятин (35707 км²). В окрузі було 457 дворів і 509 безземельних сімейств (1857 рік). Працювали 4 олійниці, 52 млини, 37 ткацьких верстатів, 5 церков і молитовних будинків, 17 шкіл (1841 рік).

## Села
До складу округу входили села:
| №  | Назва          | Німецька назва   | Сучасна назва        | Рік  |
| -- | -------------- | ---------------- | -------------------- | ---- |
| 1  | Адельсгайм     | Adelsheim        | Долинівка            | 1869 |
| 2  | Блюменгарт     | Blumengart       | Капустяне            | 1824 |
| 3  | Бурвальде      | Burwalde         | Бабурка              | 1803 |
| 4  | Інзель Хортиця | Insel-Chortitza  | Запоріжжя            | 1790 |
| 5  | Кронсвайде     | Kronsweide       | Великий Луг          | 1789 |
| 6  | Кронсвайде     | Kronsweide       | Володимирівське      | 1789 |
| 7  | Кронсталь      | Kronstal         | Кронсталь/Долинське  | 1809 |
| 8  | Нойгорст       | Neuhorst         | Зелений Гай          | 1824 |
| 9  | Нойєнбурґ      | Neuenberg        | Малишівка            | 1790 |
| 10 | Нойєндорф      | Neuendorf        | Широке               | 1790 |
| 11 | Ной-Остервік   | Neu-Osterwick    | Долинське            | 1812 |
| 12 | Нідер-Хортиця  | Nieder-Chortitza | Нижня Хортиця        | 1803 |
| 13 | Розенгарт      | Rosenhart        | Новослобідка         | 1824 |
| 14 | Розенталь      | Rosental         | Розенталь/Канцерівка | 1790 |
| 15 | Францфельд     | Franzfeld        | Варварівка           | 1869 |
| 16 | Хортиця        | Chortitza        | Верхня Хортиця       | 1789 |
| 17 | Шенберґ        | Schönberg        | Смоляне              | 1816 |
| 18 | Шенгорст       | Schönhorst       | Ручаївка             | 1790 |
| 19 | Айнлаґе        | Einlage          | Кічкас               | 1790 |
| 20 | Айхенфельд     | Eichenfeld       | Дубівка              | 1869 |

## Населення
| №  | Кількість | Рік  |
| -- | --------- | ---- |
| 1  | 1073      | 1789 |
| 2  | 1070      | 1797 |
| 3  | 1681      | 1802 |
| 4  | 1972      | 1809 |
| 5  | 2446      | 1813 |
| 6  | 2888      | 1819 |
| 6  | 4098      | 1825 |
| 7  | 4721      | 1831 |
| 8  | 4860      | 1834 |
| 9  | 6029      | 1841 |
| 10 | 7100      | 1846 |
| 11 | 7806      | 1851 |
| 12 | 8651      | 1856 |
| 13 | 9471      | 1864 |